# My Big Journey
My Big Journey ist eine Dokumentation über eine halbjährige Reise von 34 Jugendlichen mit einem Segelschiff.

## Handlung
Jona Schloßer hat im Winter 2016/17 für ein halbes Jahr am Schulprojekt „Klassenzimmer unter Segeln“ teilgenommen. Bei diesem Projekt segeln 34 Schüler auf einem 50-Meter-Traditionssegler über den Atlantik, in die Karibik und zurück. Der junge Filmemacher geht mit einer Amateur-Ausrüstung
und großer Abenteuerlust auf die Reise und bringt einen 2-stündigen Dokumentarfilm mit zurück.